# Wolfram Ressel

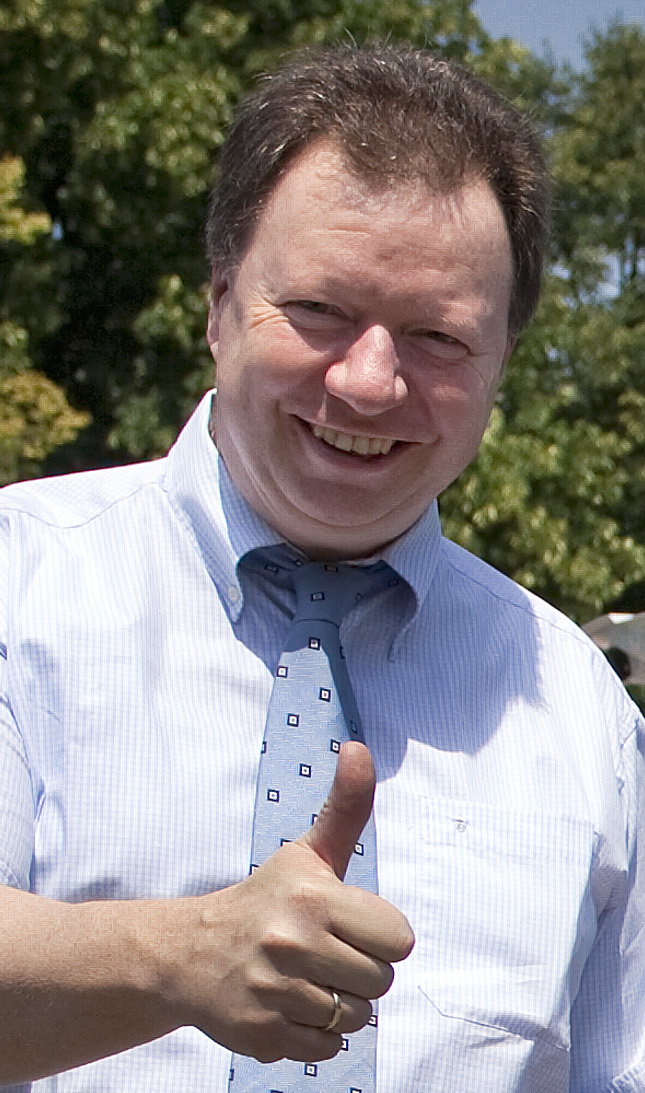
Wolfram Ressel (2012)

Wolfram Ressel  (* 26. Juli 1960 in München) ist ein deutscher Ingenieur, Hochschullehrer und war von 2006 bis 2024 Rektor der Universität Stuttgart.

## Leben und Wirken
Ressel schloss sein Studium des Bauingenieurwesens 1987 an der TU München ab. Seine Promotion zum Dr.-Ing. erfolgte 1994 am Lehrstuhl für Verkehrswesen und Straßenverkehrsanlagen der Universität der Bundeswehr München.
Von 1993 bis 1998 leitete er als geschäftsführender Gesellschafter ein Ingenieurbüro für Bau- und Vermessungswesen in München. Im Jahr 1998 nahm Wolfram Ressel den Ruf auf den Lehrstuhl für Straßenplanung und Straßenbau an der Universität Stuttgart an. Er wurde gleichzeitig geschäftsführender Direktor des Instituts für Straßen- und Verkehrswesen.
Von 2000 bis 2006 war er Dekan der Fakultät Bau- und Umweltingenieurwissenschaften. Ab 1. Oktober 2006 war Wolfram Ressel Rektor der Universität Stuttgart, im Juni 2012 und Mai 2018 wurde er für jeweils weitere sechs Jahre gewählt. Er hatte das Amt bis Ende September 2024 inne. Sein Nachfolger wurde Peter Middendorf.
Ressel war und ist in verschiedenen Gremien und Organisationen aktiv, unter anderem von April 2014 bis März 2016 als stellvertretender Vorsitzender, danach bis März 2018 als Vorsitzender der Landesrektorenkonferenz Baden-Württemberg. Er war zudem von 2016 bis 2018 Vizepräsident des TU9 German Institutes of Technology e.V., dem Zusammenschluss der neun führenden technischen Universitäten Deutschlands, dessen Präsident er ab dem 1. Januar 2018 war. Zudem ist er Beirat für Wissenschaft, Forschung und Kunst bei Baden-Württemberg International.
Im Rahmen der Jubiläumsfeier „25 Jahre Strategische Partnerschaft“ der Universität Stuttgart mit der Polytechnischen Universität Sankt Petersburg wurde Ressel im Juni 2015 der Ehrendoktortitel in Sankt Petersburg verliehen.